# قصيمان (قفل شمر)

تعديل مصدري - تعديل

قصيمان هي إحدى قرى عزلة الدانعي بمديرية قفل شمر التابعة لمحافظة حجة، بلغ تعداد سكانها 118 نسمة حسب تعداد اليمن لعام 2004.